# Тројни савез (1882)
Тројни савез био је војна алијанса између Немачке, Аустроугарске и Италије који је био на снази од 1882. године до почетка Првог светског рата. Свака од сила потписница обавезала се да ће упутити војну помоћ било којој од савезница уколико ова буде нападнута од стране две друге силе. Немачка и Италија обавезале су се да ће једна другој притећи у помоћ уколико једну од њих нападне Француска. Италија се једном додатном декларацијом оградила од сваког евентуалног непријатељства са Британском империјом. 
Италија се придружила Немачко-аустријском савезу првенствено због француске интервенције у Тунису 1881. године. Наиме Италија је сматрала Тунис за свој потенцијални посед. Италијанска јавност није била одушевљена савезништвом са Аустроугарском јер су се поједине територије које је Италија сматрала својима налазиле у оквиру Двојне монархије (Истра и Трентино). 
Многи догађаји пред Први светски рат указивали су да ће Италија окренути леђа својим савезницима. Ово уверење нарочито је ојачало након италијанске инвазије и окупације Либије, територије која је била посед државе коју је Немачке подржавала, Османског царства. 
Када је отпочео Први светски рат између Антанте на једној и Тројног савеза на другој страни Италија је прогласила неутралност а касније је ушла у рат на страни Антанте пошто су јој Лондонским уговором обећане аустроугарске територије на које је имала претензије.